# Petrivente
Petrivente is een plaats (község) en gemeente in het Hongaarse comitaat Zala. Petrivente telt 412 inwoners (2001).